# Євпаторійський десант
Євпаторійський десант — тактичний морський десант радянських військ, висаджений 5 січня 1942 року в Євпаторії з метою відвернення ворожих сил від обложеного Севастополя і з Керченського півострова.

## Хід операції
Євпаторійський десант складався з посиленого батальйону морської піхоти (700 чоловік під командуванням капітана Г. К. Бузинова). Перевезення його здійснював загін кораблів Чорноморського флоту (базовий тральщик «Взриватєль», 7 сторожових катерів типу «МО-IV» і морський буксир «СП-14» під командуванням капітана 2-го рангу М. В. Буслаєва), який вийшов з Севастополя 4 січня в 23 год. 30 хв. і за час з 3 до 6 год. ранку 5 січня справив висадку десанту. Десантники оволоділи південною частиною міста.
Противник направив проти них з-під Севастополя піхотний полк, 2 батальйони і кілька батарей. Штормова погода завадила надати допомогу десантникам. 3 дні вони билися з переважаючими силами ворога. Одночасно в місті спалахнуло повстання, у якому брала участь частина населення міста і прибулі на підмогу партизани. З семисот десантників залишилося в живих менше сотні.
Євпаторійський десант відволік частину сил противника від Севастополя, а також сприяв закріпленню успіху радянських військ на Керченському півострові.
Завершивши ліквідацію десанту, німці розстріляли на Червоній Гірці в Євпаторії 12 640 людей похилого віку, жінок, дітей і поранених радянських моряків.

## Пам'ять
- Одним з пам'ятних місць славних перемог і героїчної загибелі кораблів радянського флоту — героїчного десанту Чорноморського флоту в Євпаторії 5-8 січня 1942 — є місце при підході на дистанцію 50 кабельтових до маяка Євпаторійський. На суші встановлено пам'ятник на узбережжі за декілька кілометрів від міста Саки (1970 р.). Пам'ятник добре видно з автодороги до Сімферополя. Скульптор зобразив групу моряків-десантників, що рвуться в бій, тим самим увічнивши безсмертний подвиг героїв, що билися до останньої краплі крові.
- Пісня В. Висоцького «Чёрные бушлаты»[2] присвячена євпаторійському десанту.